# Stjärnfort

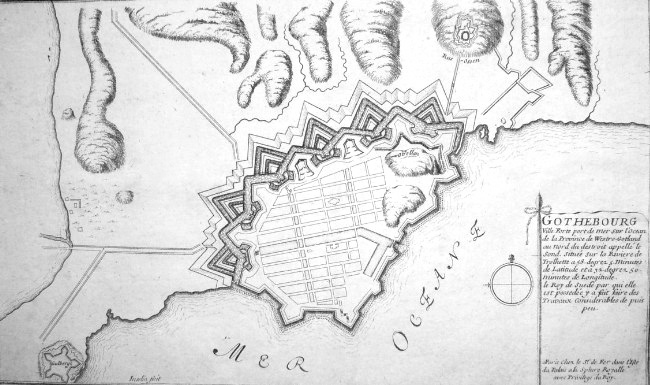
Litografiskt tryck från 1705 av staden Göteborg med söder uppåt

Ett stjärnfort, eller trace italienne, är en typ av försvarsanläggning. Stjärnfort uppkom i Italien på 1500-talet. Skillnaden mellan denna typ och tidigare befästningsverk var att stjärnforten var lägre och hade vinklade murar. Uppifrån såg befästningen ut som en stjärna med alla bastioner.
Stjärnforten är en effekt av att krutet gjorde sin entré i Europa. Då skyddade höga hårda murar inte längre mot de kanoner som byggdes. Under 1500- och 1600-talet konstruerades ett stort antal stjärnfort i Europa, ofta med fästningsstäder inuti. Exempel på sådana är Göteborg, Fredrikstad, Fredericia, Palmanova och nederländska Bourtange. Stjärnfort med uteslutande militär användning etablerades i Landskrona (Landskrona citadell) och spanska Jaca.
Även på 2000-talet har stjärnfort byggts. 2021 fanns ett franskt stjärnfort i Mali.